# Città di Sorrento (monocarena)
Il Città di Sorrento è un monocarena appartenente alla compagnia di navigazione italiana Alilauro.

## Servizio
Varato nel 1987 nel cantiere navale Fairey Marinteknik Shipbuilders di Singapore con il nome di Città di Sorrento e consegnato nell'ottobre dello stesso anno ad Alilauro, prende servizio nei collegamenti nel Golfo di Napoli.
Nel 2012 viene noleggiato alla Discovery Bay Transportation Services e, ribattezzato Discovery Bay 16, viene impiegato nei collegamenti tra Hong Kong e l'isola di Lantau. Terminato il noleggio, torna a chiamarsi Città di Sorrento e riprende il servizio per Alilauro.

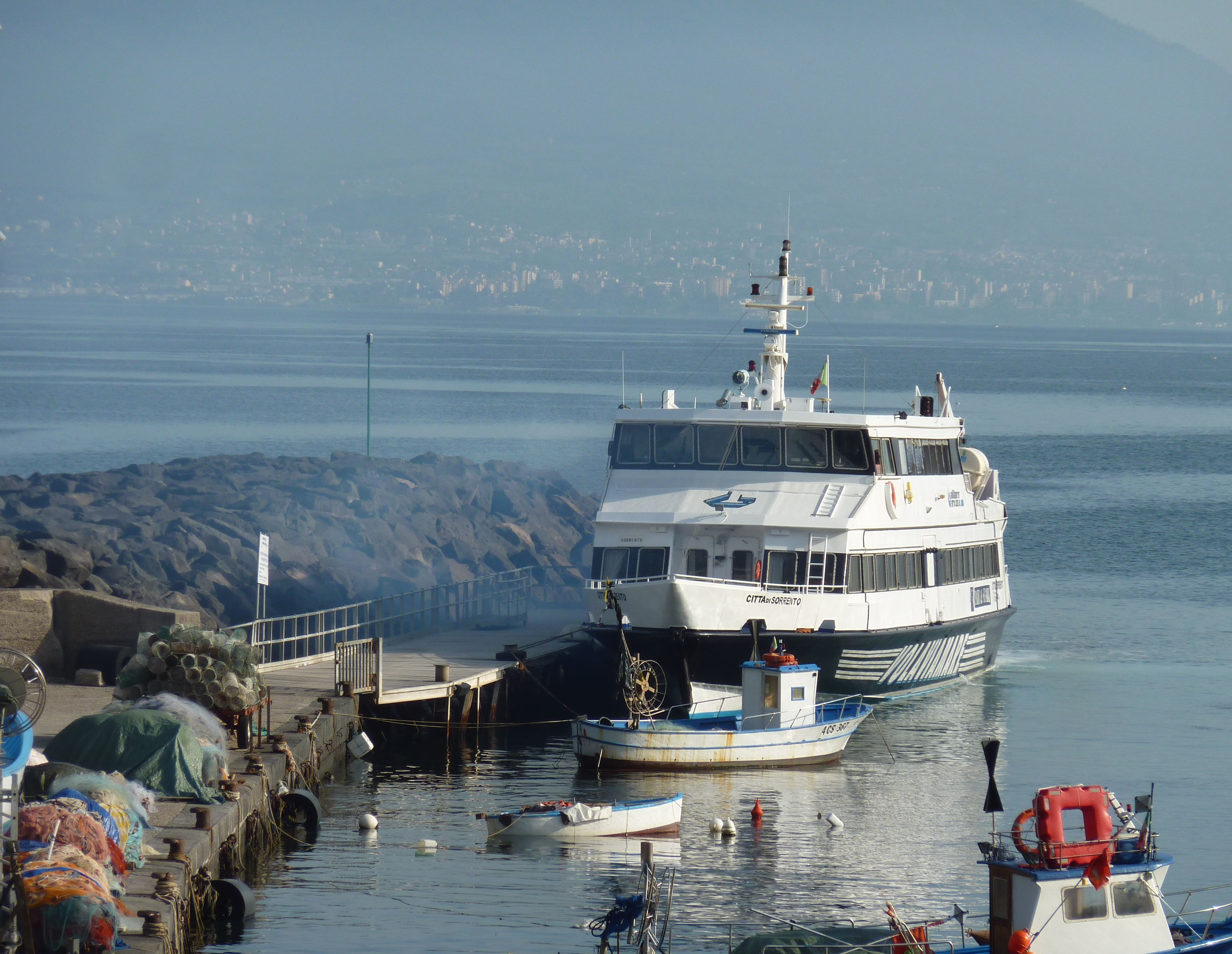
Il Città di Sorrento nel 2014.